# کاپیتان یونیورس
کاپیتان یونیورس (به انگلیسی: Captain Universe) یک شخصیت خیالی ابرقهرمان در کتاب‌های کامیک منتشر شده توسط مارول کامیکس است. این شخصیت توسط نویسنده بیل مانتلو و طراح مایکل گولدن خلق شده‌است؛ که برای نخستین بار در شماره ۸ از مایکروناتس حضور پیدا کرد. کاپیتان یونیورس نمایانگر فیزیکی خدای نور هست که  قدرتی به نام یونی-پاور، و همچنین نگهبان و محافظ  اترنیتی است. در ازای شخصیتی دارای تنها یک هویت، کاپیتان یونیورس یک پرسونا است که در طول تاریخ نگارش با چندین میزبان ادغام شده‌است. به محض اینکه میزبانی را در اختیار بگیرد، قدرتی بی‌پایان را با هدف حفظ تعادل جهان به آن اعطا خواهد کرد آخرین میزبان اون تا الان ادی براک هستش .